# 弗拉米尼烏斯廣場

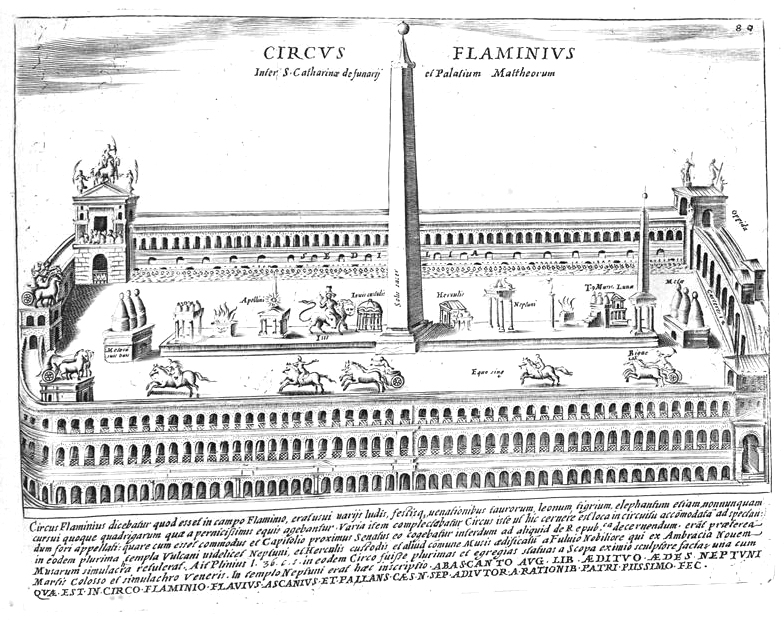

弗拉米尼烏斯廣場（Circus Flaminius）是古羅馬的一個大型圓形區域，位於戰神廣場南端，靠近台伯河。廣場內有一個小型賽馬場，並有多個其它建築和紀念碑。廣場由蓋烏斯·弗拉米尼烏斯·尼波斯下令修建於西元前221年。